# شهرک اقبال، لاهور
شهرک اقبال (به انگلیسی: Iqbal Town) یک منطقهٔ مسکونی در پاکستان است که در منطقه پنجاب واقع شده‌است.